# Pagan Bulharský
Pagan byl bulharský chán vládnoucí v letech 767–768. Titul chána získal na základě volby bulharských velmožů (bojarů). Za jeho vlády došlo k podepsání mírové smlouvy s Byzancí a k dočasnému ukončení vzájemných ozbrojených potyček. Jeho nástupcem se stal chán Telerig.